# 赤川温泉 (秋田県)
赤川温泉（あかがわおんせん）は、秋田県鹿角市にかつてあった温泉。

## 温泉地
赤川温泉は、八幡平から流れる赤川沿いの一軒宿の温泉。
オンドル式の宿舎棟が立ち並び、浴場は混浴しかなく、湯治場の風情を色濃く残していた温泉だった。
1997年5月11日に、上流の澄川温泉の裏山で地滑りが発生し、それに伴う土石流（水蒸気爆発を伴う）で全壊した。